# Liste der Einträge im National Register of Historic Places im Ford County (Illinois)

Lage des Ford County in Illinois

Die Liste der Einträge im National Register of Historic Places im Ford County in Illinois führt alle Bauwerke und historischen Stätten im Ford County auf, die in das National Register of Historic Places aufgenommen wurden.
| [ 2 ] | Name                              | Bild                              | Eintragsdatum        | Lage                                                | Ort         | Beschreibung |
| ----- | --------------------------------- | --------------------------------- | -------------------- | --------------------------------------------------- | ----------- | ------------ |
| 1     | Dunnan-Hampton House              | Dunnan-Hampton House              | 2007 ID-Nr. 07000455 | 511 West Pells Street 40° 27′ 46″ N, 88° 6′ 15″ W   | Paxton      |              |
| 2     | Paxton Carnegie Public Library    | Paxton Carnegie Public Library    | 2002 ID-Nr. 02000463 | 254 South Market Street 40° 27′ 38″ N, 88° 5′ 54″ W | Paxton      |              |
| 3     | Paxton First Schoolhouse          | Paxton First Schoolhouse          | 1980 ID-Nr. 80001354 | 406 East Franklin Street 40° 27′ 0″ N, 88° 5′ 47″ W | Paxton      |              |
| 4     | Paxton Water Tower and Pump House | Paxton Water Tower and Pump House | 1984 ID-Nr. 84000302 | 145 South Market Street 40° 27′ 36″ N, 88° 5′ 49″ W | Paxton      |              |
| 5     | Alfred Phillips House             | Alfred Phillips House             | 1999 ID-Nr. 99000113 | 404 North Melvin Street 40° 28′ 9″ N, 88° 22′ 13″ W | Gibson City |              |